# Miloslav Stingl

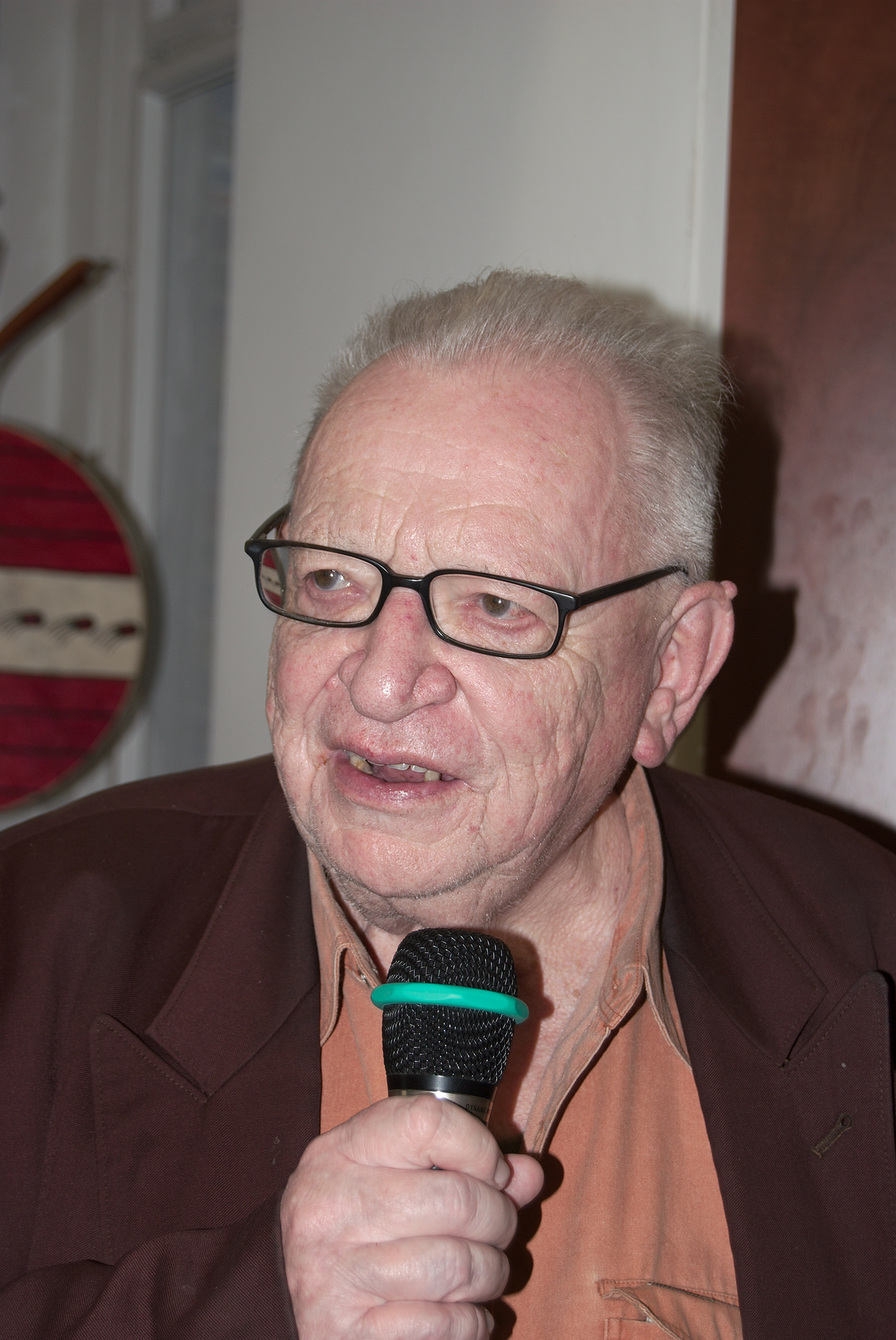
Miloslav Stingl (2011)

Miloslav Stingl (* 19. Dezember 1930 in Bílina; † 11. Mai 2020 in Prag) war ein tschechischer Ethnologe und Sachbuchautor. 

## Leben

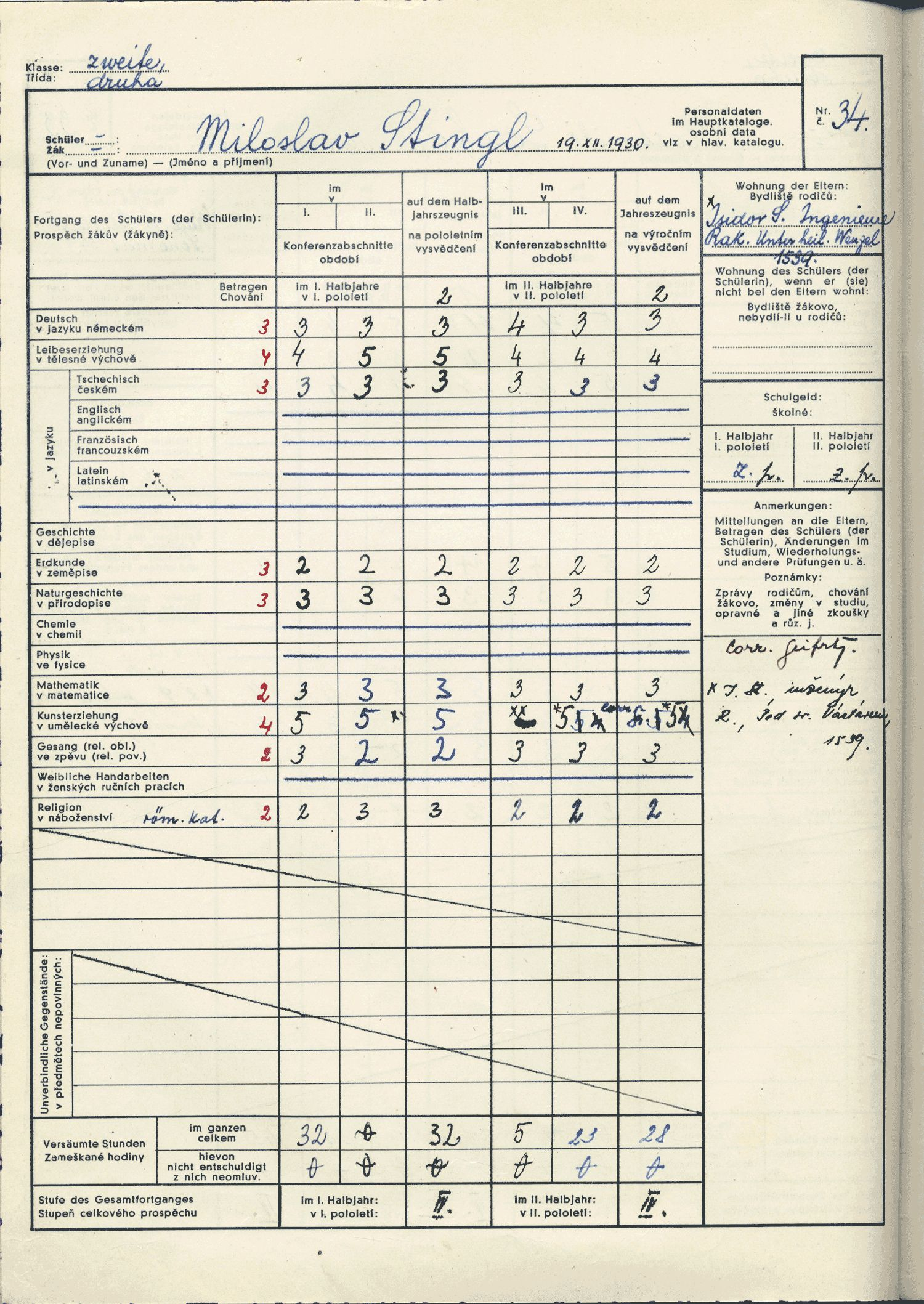
Miloslav Stingl school report 1944 (SOkA Rakovník)

Stingl studierte in Prag Völkerkunde und Archäologie. Seine erste Dissertation schrieb er über die Religion der südamerikanischen Mapuche-Indianer. Außerdem promovierte er zum Dr. jur. sowie zum Dr. phil und war ordentlicher Professor an der Karls-Universität in Prag. Seine wissenschaftlichen Hauptgebiete waren die Indianer Nord- und Südamerikas sowie die Bewohner der polynesischen und melanesischen Inseln. Auf diesen Gebieten legte Stingl neue Forschungsergebnisse vor, die er in Fachbüchern veröffentlichte. Wegen seines wissenschaftlichen Werkes wurde er von der tschechischen, der englischen und der französischen Akademie der Wissenschaften zum Mitglied berufen. 
Über seine Reisen in 150 Länder verfasste er Bücher, die in 20 Sprachen übersetzt und in einer Auflage von 18 Millionen Exemplaren erschienen sind. Bei den deutschen Lesern ist er vor allem wegen seiner Werke über Indianer- und Südseethematik bekannt geworden. In seinen Büchern verbindet Miloslav Stingl persönliche Erlebnisse mit der Vermittlung von Wissen über das Leben, die Bräuche und die Traditionen der Völker. Darüber hinaus hat Miloslav Stingl auch Bücher über seine Heimatstadt Prag und zu Themen der böhmischen Geschichte geschrieben. Für den Deutschen Fernsehfunk gestaltete er zusammen mit Roland Herrmann eine 33-teilige Serie über seine Reisen.

## Publikationen (Auswahl)
- Indianer vor Kolumbus, Urania Verlag, Leipzig 1976, 256 Seiten, 4. Auflage 1987, ISBN 3-332-00180-9.
- Die Inkas: Ahnen der „Sonnensöhne“. Dt. Buchgemeinschaft, 1978, 360 Seiten.
- In versunkenen Maya-Städten, F. A. Brockhaus Verlag, Leipzig 1971, 246 Seiten, 3. Auflage 1981.
- Auf den Spuren der ältesten Reiche Perus. Urania Verlag, Leipzig 1981, 240 Seiten, 2. Auflage 1990, ISBN 3-332-00363-1.
- Der Freiheitskampf des roten Mannes. Arena Verlag, 1976, 190 Seiten.
- Indianer ohne Tomahawks. Dausien, 1980, 226 Seiten.
- Das Reich der Inka: Ruhm und Untergang der Sonnensöhne. Bechtermünz, 1995, 383 Seiten.
- Vom Freiheitskampf des roten Mannes. Brandenburgisches Verlagshaus, 1990, 367 Seiten.
- "Von Sasacus bis Geronimo", Militärverlag der Deutschen Demokratischen Republik, 1975, 255 Seiten